# 37-й меридіан східної довготи
37-й меридіан східної довготи — лінія довготи, що лежить на 37 градусів східніше Гринвіцького меридіана. Вона проходить від Північного полюса через Північний Льодовитий океан, Європу, Азію, Африку, Індійський океан, Південний океан та Антарктиду до Південного полюса.
37-й меридіан східної довготи формує велике коло разом із 143-тім меридіаном західної довготи.

## Список географічних об'єктів, що перетинає 37° сх. д.
Починаючи на Північному полюсі та рухаючись до Південного полюса, 37-й меридіан східної довготи проходить через:
| Координати                                                 | Країна, територія або море | Примітки |
| ---------------------------------------------------------- | -------------------------- | --- |
| 90°0′ пн. ш. 37°0′ сх. д. / 90.000° пн. ш. 37.000° сх. д.  | Північний Льодовитий океан | |
| 80°21′ пн. ш. 37°0′ сх. д. / 80.350° пн. ш. 37.000° сх. д. | Баренцове море             | Проходить східніше острова Вікторія, Росія                                                                      |
| 68°53′ пн. ш. 37°0′ сх. д. / 68.883° пн. ш. 37.000° сх. д. | Росія                      | Проходить через Кольський півострів                                                                             |
| 66°15′ пн. ш. 37°0′ сх. д. / 66.250° пн. ш. 37.000° сх. д. | Біле море                  | |
| 65°10′ пн. ш. 37°0′ сх. д. / 65.167° пн. ш. 37.000° сх. д. | Росія                      | Проходить через Онезький півострів[ru]                                                                          |
| 64°29′ пн. ш. 37°0′ сх. д. / 64.483° пн. ш. 37.000° сх. д. | Біле море                  | Онезька губа |
| 63°53′ пн. ш. 37°0′ сх. д. / 63.883° пн. ш. 37.000° сх. д. | Росія                      | Проходить західніше Москви                                                                                      |
| 50°21′ пн. ш. 37°0′ сх. д. / 50.350° пн. ш. 37.000° сх. д. | Україна                    | Харківська область Донецька область Запорізька область Донецька область — приблизно на 25 км Запорізька область |
| 46°52′ пн. ш. 37°0′ сх. д. / 46.867° пн. ш. 37.000° сх. д. | Азовське море              | |
| 45°23′ пн. ш. 37°0′ сх. д. / 45.383° пн. ш. 37.000° сх. д. | Росія                      | Проходить через Таманський півострів                                                                            |
| 45°4′ пн. ш. 37°0′ сх. д. / 45.067° пн. ш. 37.000° сх. д.  | Чорне море                 | |
| 41°17′ пн. ш. 37°0′ сх. д. / 41.283° пн. ш. 37.000° сх. д. | Туреччина                  | |
| 36°45′ пн. ш. 37°0′ сх. д. / 36.750° пн. ш. 37.000° сх. д. | Сирія                      | |
| 32°25′ пн. ш. 37°0′ сх. д. / 32.417° пн. ш. 37.000° сх. д. | Йорданія                   | |
| 29°54′ пн. ш. 37°0′ сх. д. / 29.900° пн. ш. 37.000° сх. д. | Саудівська Аравія          | |
| 25°24′ пн. ш. 37°0′ сх. д. / 25.400° пн. ш. 37.000° сх. д. | Червоне море               | |
| 21°26′ пн. ш. 37°0′ сх. д. / 21.433° пн. ш. 37.000° сх. д. | Судан                      | |
| 17°0′ пн. ш. 37°0′ сх. д. / 17.000° пн. ш. 37.000° сх. д.  | Еритрея                    | Приблизно на 6 км                                                                                               |
| 16°56′ пн. ш. 37°0′ сх. д. / 16.933° пн. ш. 37.000° сх. д. | Судан                      | Приблизно на 19 км                                                                                              |
| 16°46′ пн. ш. 37°0′ сх. д. / 16.767° пн. ш. 37.000° сх. д. | Еритрея                    | |
| 14°15′ пн. ш. 37°0′ сх. д. / 14.250° пн. ш. 37.000° сх. д. | Ефіопія                    | |
| 4°23′ пн. ш. 37°0′ сх. д. / 4.383° пн. ш. 37.000° сх. д.   | Кенія                      | |
| 2°40′ пд. ш. 37°0′ сх. д. / 2.667° пд. ш. 37.000° сх. д.   | Танзанія                   | |
| 11°36′ пд. ш. 37°0′ сх. д. / 11.600° пд. ш. 37.000° сх. д. | Мозамбік                   | |
| 18°0′ пд. ш. 37°0′ сх. д. / 18.000° пд. ш. 37.000° сх. д.  | Індійський океан           | |
| 60°0′ пд. ш. 37°0′ сх. д. / 60.000° пд. ш. 37.000° сх. д.  | Південний океан            | |
| 69°38′ пд. ш. 37°0′ сх. д. / 69.633° пд. ш. 37.000° сх. д. | Антарктида                 | Проходить через Землю Королеви Мод (претендує Норвегія)                                                         |